# Parc de la Borie
Pour les articles homonymes, voir Borie (homonymie).

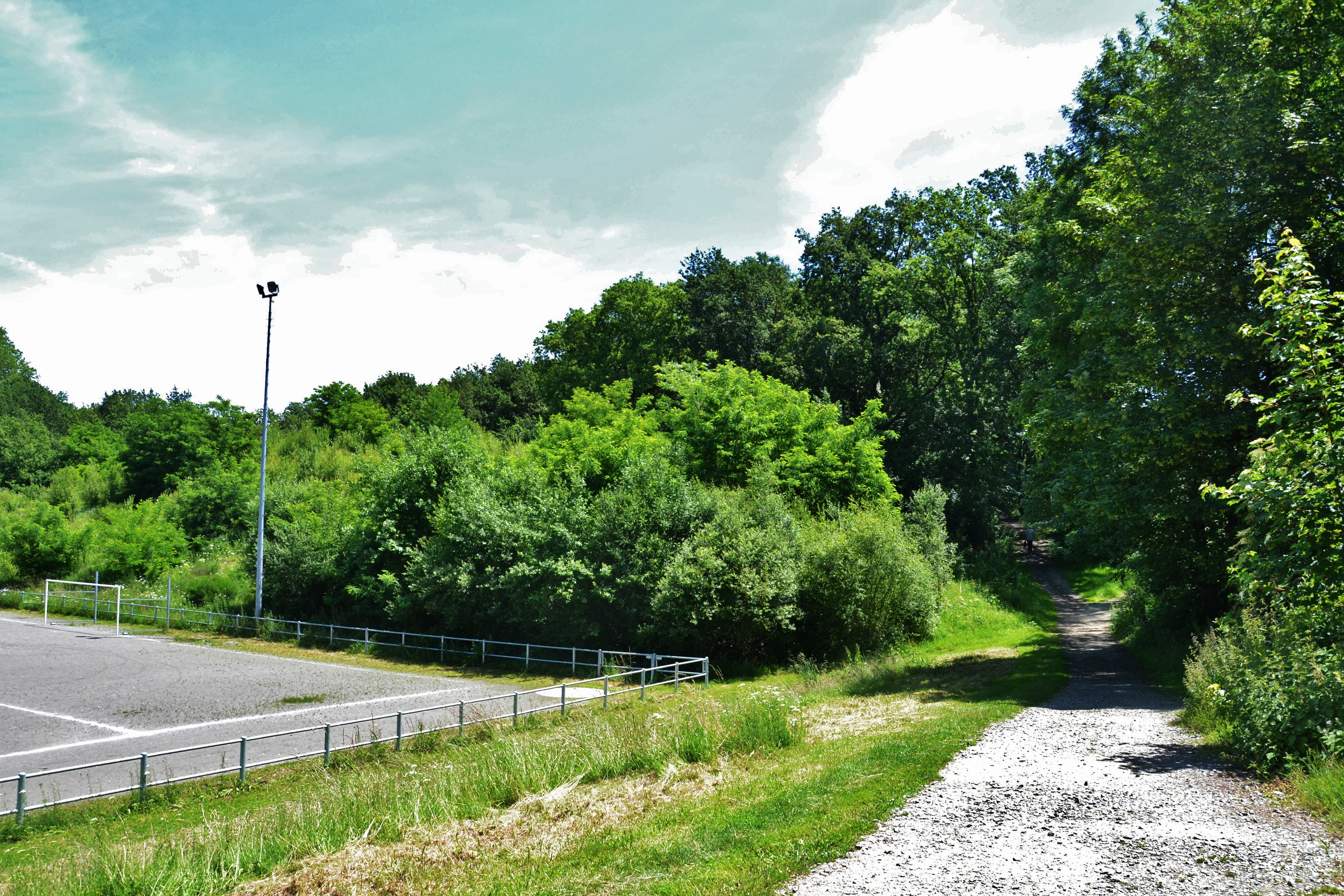
L'entrée de la zone boisée du parc.

Le parc de la Borie est un espace vert de la ville de Limoges, d'une superficie d'environ seize hectares. Jouxtant le campus universitaire de la Borie, qui accueille notamment la faculté des sciences et techniques, le Centre de droit et d’économie du sport et l'IUT du Limousin, il s'agit d'un des plus grands espaces verts publics de la commune, dont la propriété est partagée entre la mairie et l'université de Limoges.
Il se compose d'une partie boisée et d'un terrain de sports. La zone est longée au Sud par la voie ferrée de Limoges à Angoulême.